# La finestra sul Luna Park
La finestra sul Luna Park è un film del 1957 diretto da Luigi Comencini.

## Trama
L'improvvisa disgrazia caduta sulla giovane Ada richiama al paese il marito Aldo, impegnato per affari in Africa. 
Il giovane sposo lontano da qualche tempo si ritrova a dover risaldare il rapporto col figlio, il piccolo Mario, il quale si dimostra freddo e distaccato. Dovrà anche ricostruire gli accadimenti successivi alla partenza tramite le testimonianze di Richetto, uomo semplice e di buon cuore, che stette vicino alla sua famiglia durante la lontananza, tentennando tra la passione per la donna ed il piccolo e un sentimento di casto riserbo.

## La critica
Gianni Rondolino nel Catalogo Bolaffi del cinema italiano « Un film intimista, il rapporto d'amicizia tra un uomo e un bambino colto nelle sue pieghe psicologiche e umane, tratteggiato con fine sensibilità e tocchi delicati. Un ritorno per Comencini a certe pagine del suo primo film Proibito rubare, un preciso rifiuto dei facili gusto del pubblico, che egli aveva sollecitato con Pane, amore e fantasia. Film minore nella storia del dopoguerra, esso costituisce una tappa importante nella carriera del suo autore in direzione di una più attenta e precisa indagine della realtà, come si vedrà in certe pagine di Tutti a casa e La ragazza di Bube »

## Incassi
Incasso accertato a tutto il 31 marzo 1964 £ 46.434.797